# Westerwolde
Westerwolde (en groningois : Westerwoolde) est une commune néerlandaise située dans la province de Groningue. Elle comptait 26 331 habitants au 31 janvier 2023. La commune couvre 21 villages et une multitude de hameaux et lieux-dits, avec l'hôtel de ville à Sellingen.

## Histoire
La commune est créée le 1er janvier 2018 par la fusion des communes de Bellingwedde et Vlagtwedde.

## Géographie

### Situation
Le territoire de la commune, d'une superficie de 280,65 km2 dont 4,98 km2 d'eau, occupe l'extrême sud-est de la province de Groningue et correspond pour l'essentiel à la région naturelle de la Westerwolde, d'après laquelle elle est nommée.

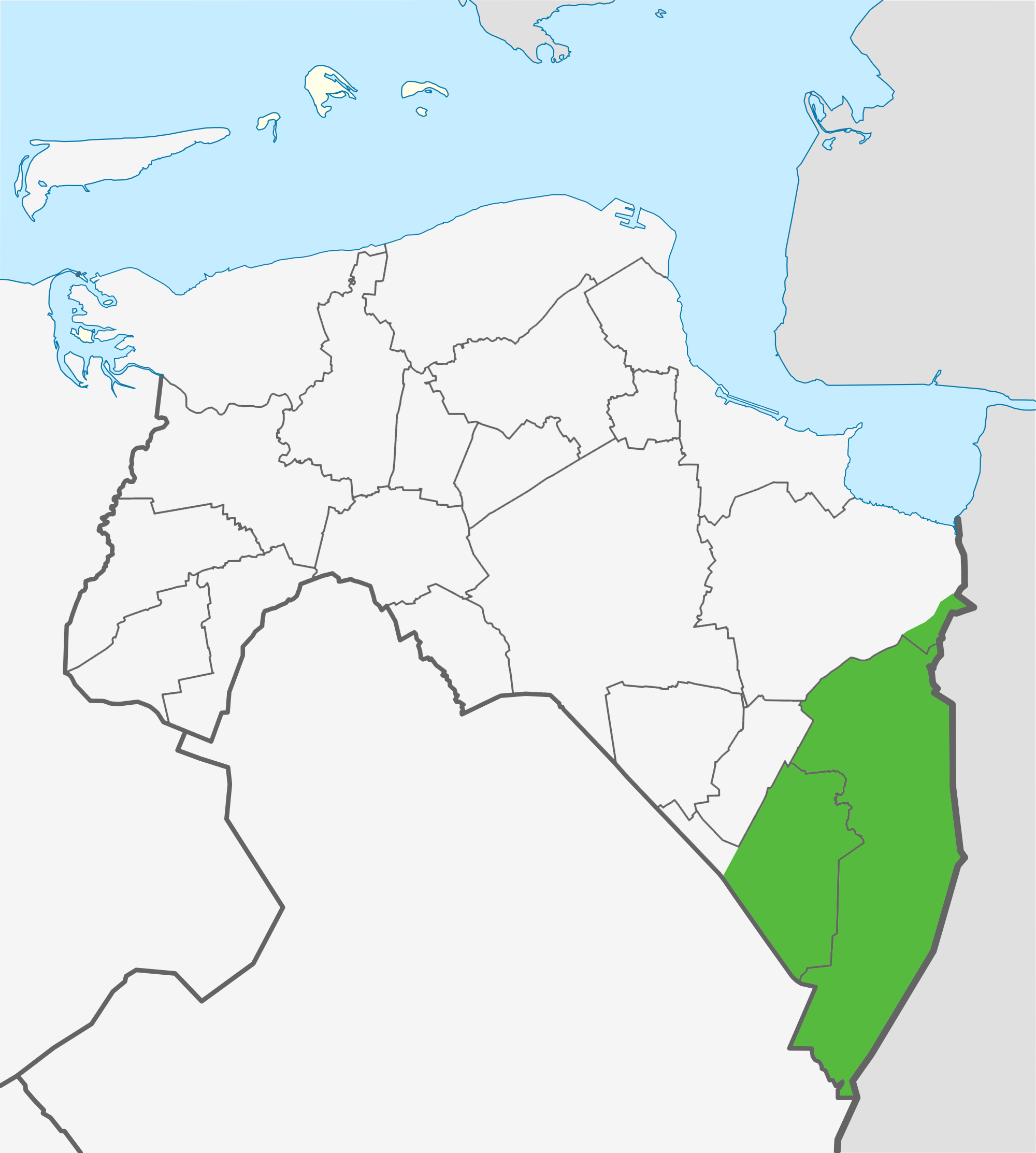
La région de la Westerwolde (en vert) telle qu'elle est définie au XIXe siècle.
Carte topographique de la commune de Westerwolde (2020).

La commune comprend les villages d'Agodorp, Barnflair, Bellingwolde, Blijham, Bourtange, Jipsingboertange, Klein-Ulsda, Morige, Oudeschans, Rhederbrug, Sellingen, Ter Apel, Ter Apelkanaal, Veelerveen, Vlagtwedde, Vriescheloo, Wedde, Wedderheide, Wedderveer et Zandberg (en partie), ainsi que le lieu-dit d'Over de Dijk.

### Communes limitrophes
| Pekela                   | Oldambt          | Bunde ( Basse-Saxe, Allemagne)                                  |
| Stadskanaal              | Westerwolde      | Rhede, Heede, Dersum, Walchum, Sustrum ( Basse-Saxe, Allemagne) |
| Borger-Odoorn ( Drenthe) | Emmen ( Drenthe) | Haren ( Basse-Saxe, Allemagne)                                  |